# Cornulum tubiforme
Cornulum tubiforme är en svampdjursart som beskrevs av Burton 1935. Cornulum tubiforme ingår i släktet Cornulum och familjen Acarnidae. Inga underarter finns listade i Catalogue of Life.